# Platymetopius henribauti
Platymetopius henribauti är en insektsart som beskrevs av Dlabola 1961. Platymetopius henribauti ingår i släktet Platymetopius och familjen dvärgstritar. Inga underarter finns listade i Catalogue of Life.